# Andrzej Szwalbe

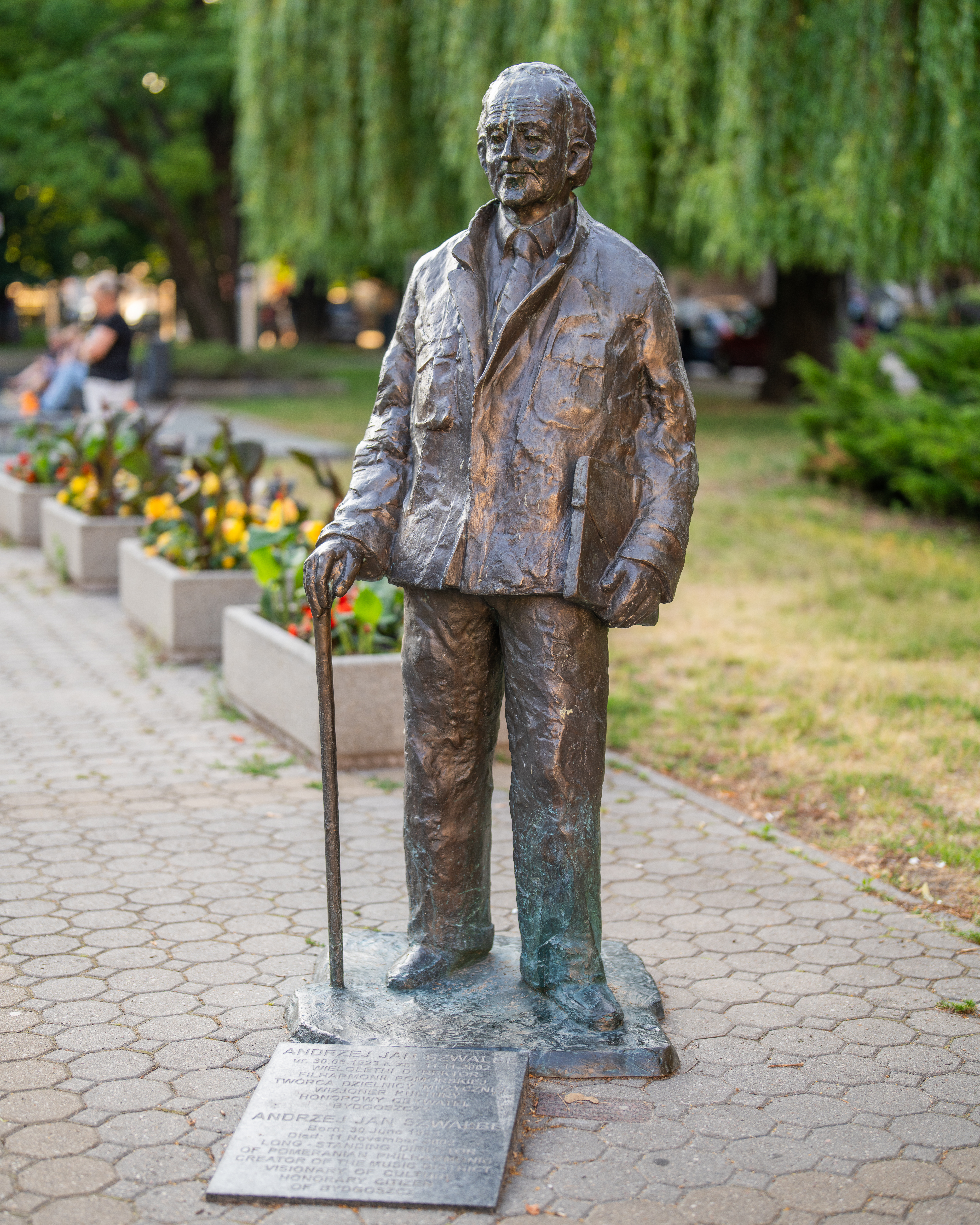
Pomnik Andrzeja Szwalbego na placu przed Filharmonią Pomorską

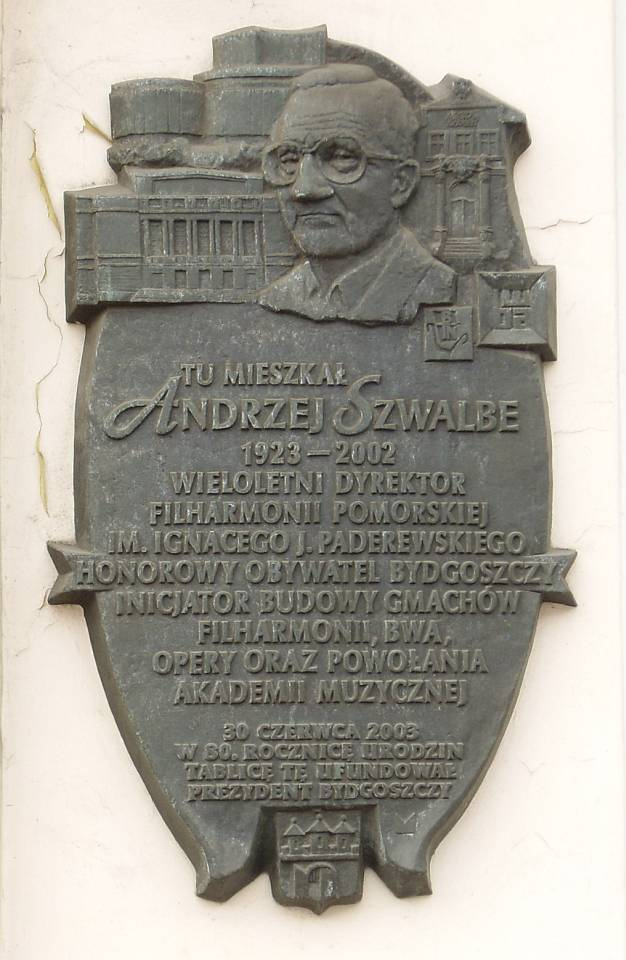
Tablica pamiątkowa na domu, w którym mieszkał

Andrzej Jan Szwalbe (ur. 30 czerwca 1923, zm. 11 listopada 2002) – prawnik, polski działacz społeczny i kulturalny, organizator życia muzycznego w Bydgoszczy, od 1993 r. Honorowy Obywatel Bydgoszczy. Był pomysłodawcą i kreatorem licznych przedsięwzięć artystycznych o zasięgu pozaregionalnym. Za zasługi dla kultury polskiej został odznaczony najwyższymi państwowymi orderami.

## Życiorys
Urodził się 30 czerwca 1923 r. w Warszawie. Jego matką była Eufemia z Sobierajów, a ojciec – Sylwester Jan – pracował jako urzędnik skarbowy. Uczył się w Warszawie w Gimnazjum Mikołaja Reja i Gimnazjum Adama Mickiewicza oraz uczęszczał do Konserwatorium Warszawskiego. Był uczniem klasy fortepianu prof. Pawła Lewickiego. Poznał wtedy późniejsze sławy polskiej muzyki, m.in. Witolda Lutosławskiego. Jeszcze podczas okupacji ukończył I rok studiów prawniczych na Uniwersytecie Warszawskim, pracując zarobkowo jako goniec. W 1944 r. został osadzony przez Niemców w obozie w Pruszkowie, skąd uciekł udając się do Krakowa.
Po wojnie przez pewien czas mieszkał w Ciechocinku i stamtąd przywędrował do Bydgoszczy. W 1948 r. ukończył studia prawnicze na toruńskim Uniwersytecie Mikołaja Kopernika i przez trzy lata pracował na uniwersytecie jako asystent, wykładowca, a potem kierownik działu kadr. Nie poświęcił się jednak karierze prawnika, skłaniając się ku działalności kulturalnej. W 1949 r. dał się poznać publicznie, wygłaszając spontaniczne przemówienie podczas koncertu Pomorskiej Orkiestry Symfonicznej w budynku przy ul. Grodzkiej w Bydgoszczy. Zebrał kilka tysięcy podpisów pod petycją żądającą zapewnienia utrzymania orkiestrze i udał się z nią do władz administracyjnych. Incydent ten sprawił, że stał się postacią rozpoznawalną.
W 1951 r. został mianowany dyrektorem administracyjnym Pomorskiej Orkiestry Symfonicznej. Już rok później jego zabiegi dotyczące upaństwowienia instytucji zostały uwieńczone powodzeniem. W 1953 r. powstała Państwowa Filharmonia Pomorska, a Szwalbe stanął na czele Społecznego Komitetu Budowy Filharmonii. Już trzy lata później – 16 listopada 1956 r. Polskie Radio transmitowało inauguracyjny koncert z nowo wybudowanego w Bydgoszczy gmachu Filharmonii Pomorskiej, nawiązującego swą architekturą do Filharmonii Narodowej w Warszawie.
W kolejnych latach przeprowadzał z pasją kolejne przedsięwzięcia: stał się jednym z inicjatorów powstania Bydgoskiego Towarzystwa Naukowego (1959), był pomysłodawcą zbudowania w Bydgoszczy Teatru Muzycznego (1960), a gdy w 1973 r. ruszyła budowa gmachu Opery, był przez wiele lat inwestorem bezpośrednim tego przedsięwzięcia. W 1961 r. uruchomił przy Filharmonii Pomorskiej serię wydawniczą Z dziejów muzyki polskiej na Pomorzu. Zainicjował założenie w Bydgoszczy Stacji Naukowo-Badawczej Instytutu Muzykologii Uniwersytetu Warszawskiego i we współpracy z tą instytucją oraz Bydgoskim Towarzystwem Naukowym prowadził szeroko zakrojoną działalność naukową.
W 1962 r. przy pomocy sprowadzonego z Krakowa Stanisława Gałońskiego założył „Capellę Bydgostiensis pro Musica Antiqua” – jedną z czołowych polskich orkiestr kameralnych specjalizujących się w muzyce dawnej. W 1963 r. zainaugurował Festiwale Muzyki Polskiej, przekształcone kilka lat później w Bydgoskie Festiwale Muzyczne, a w 1966 r. – międzynarodowe festiwale i kongresy muzykologiczne Musica Antiqua Europae Orientalis, które stały się imprezą rozpoznawalną w Europie i przyczyniły się do wzrostu znajomości i popularności muzyki krajów Europy Środkowo-Wschodniej na świecie. Dorobkiem kongresów naukowych towarzyszących MAEO było kilkanaście ksiąg Acta Scientifica oraz seria wydawnicza Monumenta MAEO, promujące w świecie polską muzykę i kulturę.
W końcu lat 60. przyczynił się do budowy i otwarcia nowego gmachu Biura Wystaw Artystycznych (1970). Odegrał decydującą rolę w uruchomieniu w 1974 r. filii łódzkiej Państwowej Wyższej Szkoły Muzycznej, która po kilku latach przekształciła się w samodzielną Akademię Muzyczną im. Feliksa Nowowiejskiego w Bydgoszczy. Dla potrzeb tej placówki pozyskał w 1975 r. zabytkowy budynek dawnego starostwa powiatowego, położony w założonej przez siebie dzielnicy muzycznej w Bydgoszczy.
Przez cały czas dbał o wysoki poziom artystyczny zespołów Filharmonii Pomorskiej. Zamawiał u wybitnych polskich kompozytorów specjalnie pisane dzieła. Dzięki temu powstała m.in. grana na całym świecie Siwa mgła (na baryton i orkiestrę) Wojciecha Kilara. Zgodnie ze swoim zamysłem dążył, aby filharmonia była centrum kultury, łączącym muzykę z różnymi dyscyplinami sztuk. W tym celu w ciągu wielu lat stworzył galerię rzeźbiarskich portretów twórców muzyki, kolekcję gobelinów oraz zgromadził unikalną kolekcję XVIII i XIX-wiecznych fortepianów, upiększających wnętrza Filharmonii. Urzeczywistniał też swoją wizję Bydgoskiej Dzielnicy Muzycznej, umiejętnie zagospodarowując przestrzeń wokół Filharmonii i sąsiadujących z nią placówek kulturalnych i dydaktycznych. Jego dziełem była galeria pomników kompozytorów i wirtuozów w Bydgoszczy wkomponowana w parku im. Jana Kochanowskiego.
Na początku lat 80. wystąpił z ideą przywrócenia blasku i funkcji kulturotwórczych pałacom w Ostromecku i Lubostroniu. W tym pierwszym usytuował galerię współczesnego polskiego malarstwa i grafiki im. T. Brzozowskiego. Marzył o tym, by Zespół pałacowo-parkowy w Ostromecku pełnił funkcję bydgoskiego Wilanowa. Równanie do Warszawy, Europy i świata, było nadrzędnym impulsem i celem jego wszelkich działań. Z konsekwencją, dalekowzrocznością i optymizmem rozbudowywał życie kulturalne Bydgoszczy. Był z miastem głęboko i emocjonalnie związany.
Po przejściu w 1991 r. na emeryturę i po przekazaniu dyrektorskiego fotela Filharmonii Eleonorze Harendarskiej – nadal żywo interesował się życiem kulturalnym, zabierając głos w wielu sprawach, zarówno w wymiarze lokalnym, jak i ogólnopaństwowym. Przyznano mu tytuł Honorowego Dyrektora Filharmonii Pomorskiej, a w 1993 r. godność Honorowego Obywatela Bydgoszczy.
Był człowiekiem skromnym i bardzo pracowitym, miłośnikiem sztuki i muzyki. Swoje wizje i marzenia potrafił skutecznie realizować w trudnych czasach Polski Ludowej, jednocześnie usuwając swoje zasługi w cień, nie dbając o osobiste korzyści. Był wybitnym kreatorem kultury w Bydgoszczy, ale także osobą zasłużoną dla kultury polskiej, cenioną przez wielu ludzi kultury. Podkreślano jego wizjonerstwo, konsekwencję w działaniu, umiejętności mediacyjne, a także wielką erudycję i jeszcze większą skromność. Przez zaprzyjaźnionych z nim wybitnych kompozytorów polskich (Wojciech Kilar, Henryk Mikołaj Górecki, Krzysztof Penderecki) był postrzegany jako wizytówka bydgoskiej kultury.
Zmarł nagle 11 listopada 2002 r. w Bydgoszczy, miesiąc po śmierci żony Dobrosławy. Został pochowany na cmentarzu katolickim Najświętszego Serca Jezusa w Bydgoszczy przy ul. Ludwikowo 2.

## Honorowy Obywatel Bydgoszczy
18 marca 1993 r. Rada Miasta przyznała mu godność Honorowego Obywatela Bydgoszczy. Był to pierwszy tytuł Honorowego Obywatela przyznany od 1945 r.

## Odznaczenia
- Krzyż Wielki Orderu Odrodzenia Polski (pośmiertnie postanowieniem prezydenta Aleksandra Kwaśniewskiego z 15 listopada 2002, „za wybitne zasługi dla kultury narodowej”)[1][2]
- Krzyż Komandorski z Gwiazdą Orderu Odrodzenia Polski (1996,przyznany za wybitne zasługi dla kultury polskiej)[3]
- Złoty Krzyż Zasługi (1955, w 10. rocznicę Polski Ludowej za zasługi w dziedzinie kultury i sztuki)[4]

## Upamiętnienie
Andrzej Szwalbe jeszcze za życia doczekał się dwóch książek o sobie (A. Bezwiński – Andrzej Szwalbe – portret niedokończony i K. Starczak-Kozłowska – Życie na przełomie) oraz popiersia w brązie dłuta Michała Kubiaka.
30 czerwca 2003 r. odsłonięto na kamienicy, w której mieszkał przy ul. Dworcowej 75 – tablicę pamięci. 11 listopada 2003 roku w pierwszą rocznicę śmierci posadzono Dąb Andrzeja Szwalbego w Dębowej Alei Zasłużonych na Alejach Ossolińskich w Bydgoszczy. Po uroczystej mszy św. w Bazylice pw. św. Wincentego a Paulo, pamiątkowe drzewo posadził wnuk zasłużonego bydgoszczanina.
Od 2007 roku jest patronem Gimnazjum nr 2 w Bydgoszczy (aktualnie Zespołu Szkół nr 28 w Bydgoszczy). 19 kwietnia 2007 r. ustawiono przed gmachem Filharmonii Pomorskiej przedstawiający jego postać pomnik z brązu autorstwa art. rzeźb. Michała Kubiaka. Na jego cześć nazwano także ulicę w Śródmieściu Bydgoszczy, tuż przy Filharmonii Pomorskiej i Zespole Szkół Muzycznych.
W 2013 roku powołano do życia Stowarzyszenie im. Andrzeja Szwalbego „Dziedzictwo”.
W 2017 roku w plebiscycie ogłoszonym przez Urząd Miasta Bydgoszczy, mieszkańcy wskazali Szwalbego na jednego z patronów nowoczesnych tramwajów zakładów PESA.
Podczas II edycji festiwalu World Urban Art na jednym z drzew w parku przy zespole pałacowym w Ostromecku powstała eko-forma malarska wykonana przez litewskiego artystę Linasa Domarackasa upamiętniająca postać Andrzeja Szwalbe.
Rok 2023 decyzją Rady Miasta został ustanowiony Bydgoskim Rokiem Andrzeja Szwalbego.
Uczczeniu jego osoby i dorobku poświęcono w tym roku wiele koncertów, filmów, debat, wystaw, wykładów, konkursów, a także happeningi, gry miejskie, spacery tematyczne oraz książki, albumy i wydawnictwa.
30 czerwca 2023 roku, w dniu 100. rocznicy urodzin honorowego obywatela Bydgoszczy, miejski tramwaj Pesa Swing, któremu patronuje, zyskał nową okolicznościową okleinę. Czarno-białe grafiki przedstawiają symbolicznie wkład Andrzeja Szwalbego w życie kulturalne miasta: na burtach widnieją sylwetki gmachów Opery Nova, Filharmonii Pomorskiej i Akademii Muzycznej oraz zarys klawiatury fortepianu.

## Galeria

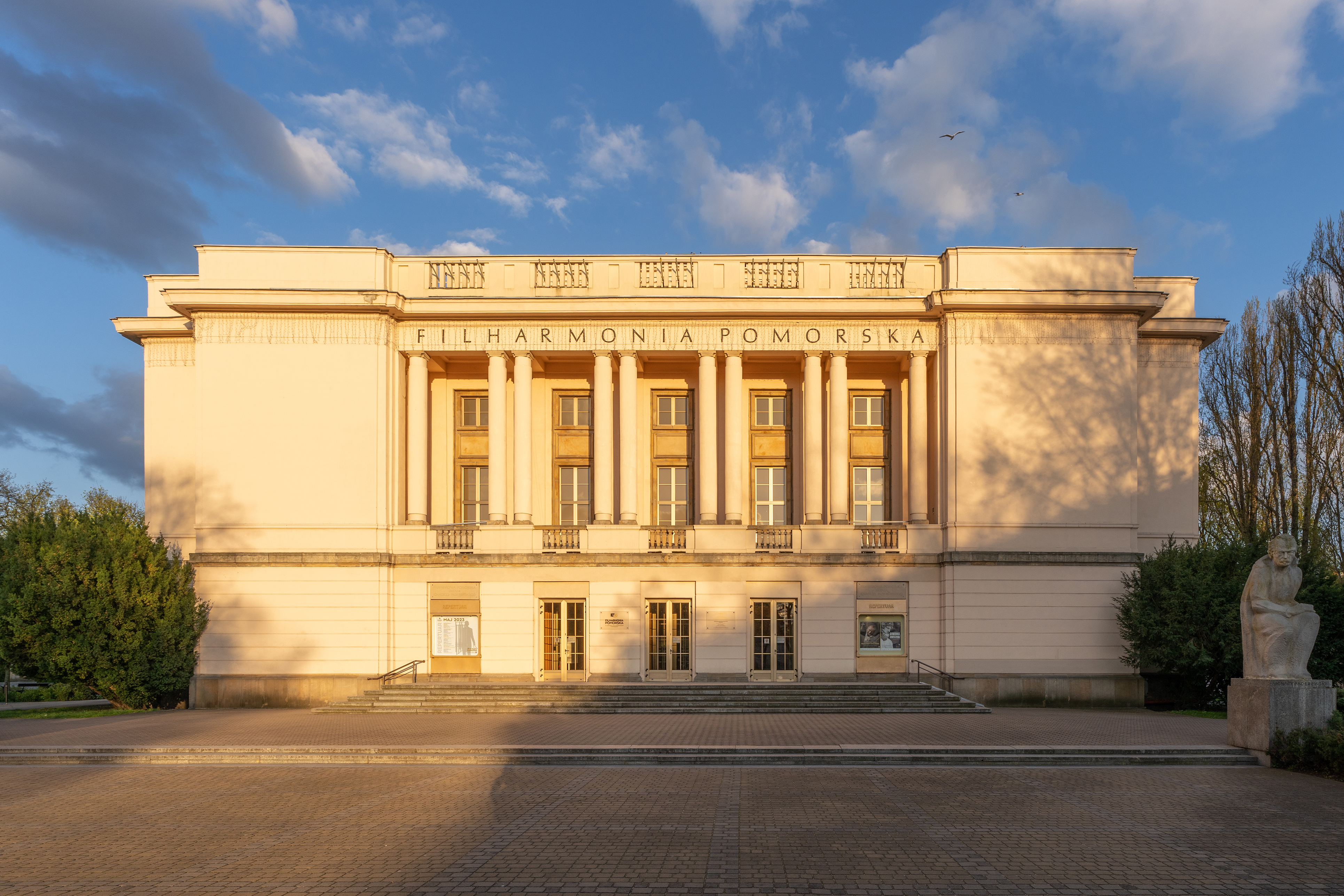
Gmach Filharmonii Pomorskiej założonej przez Szwalbego.
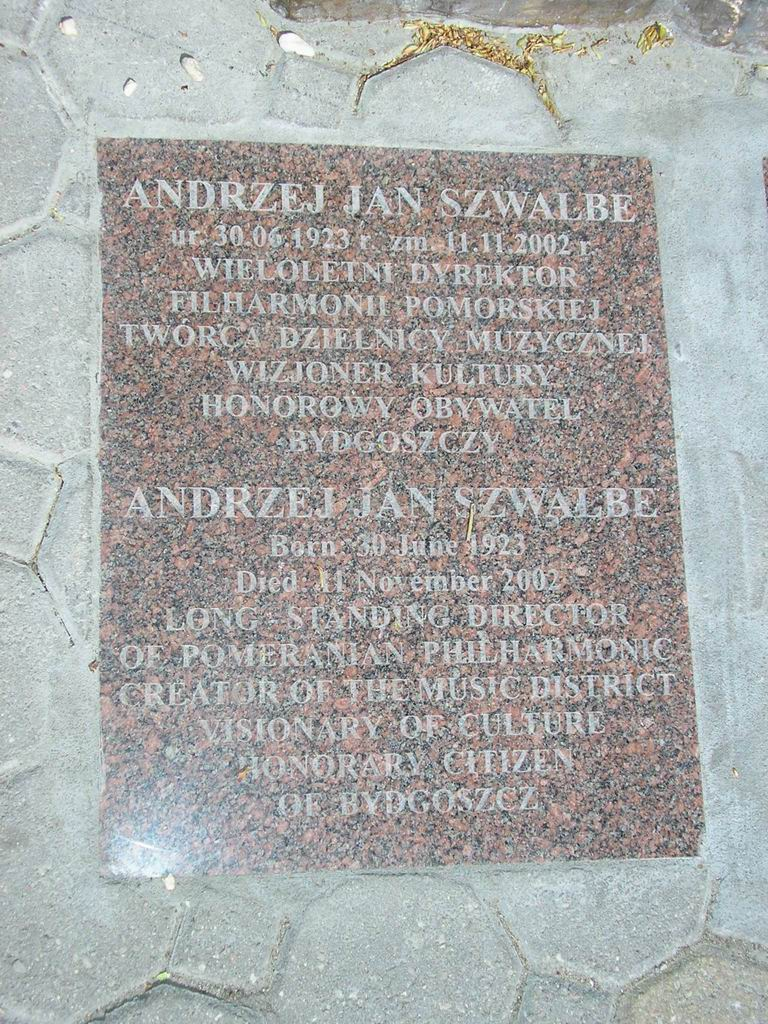
Tablica u stóp pomnika Szwalbego.
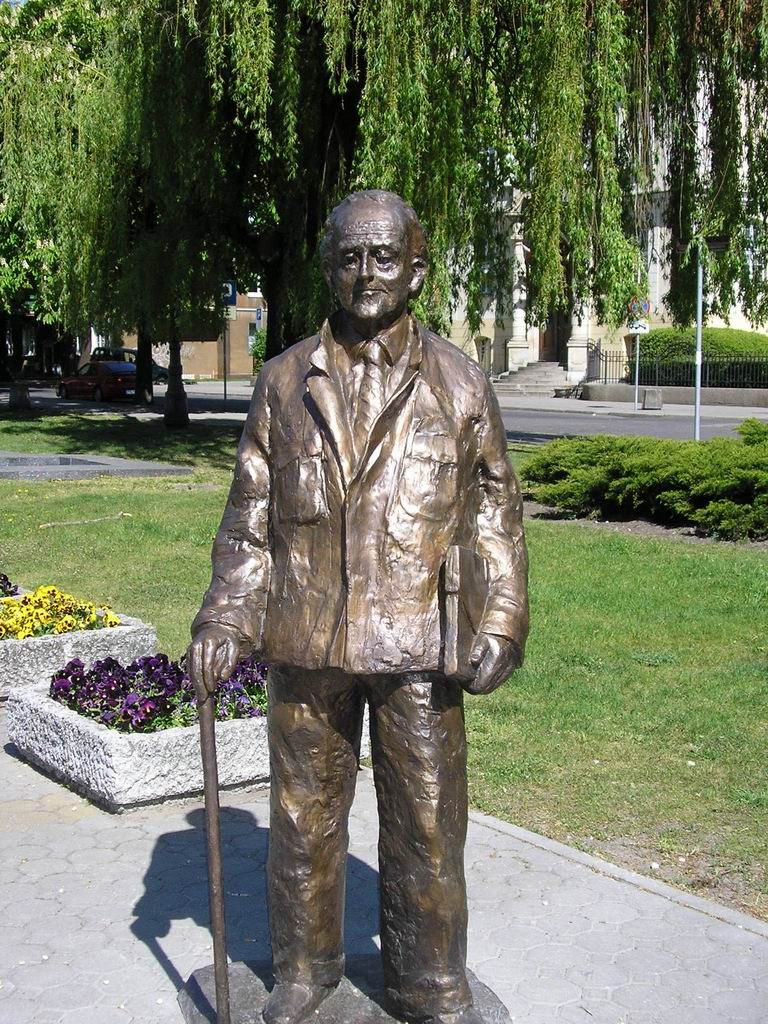
Pomnik Szwalbego, Bydgoszcz (front).
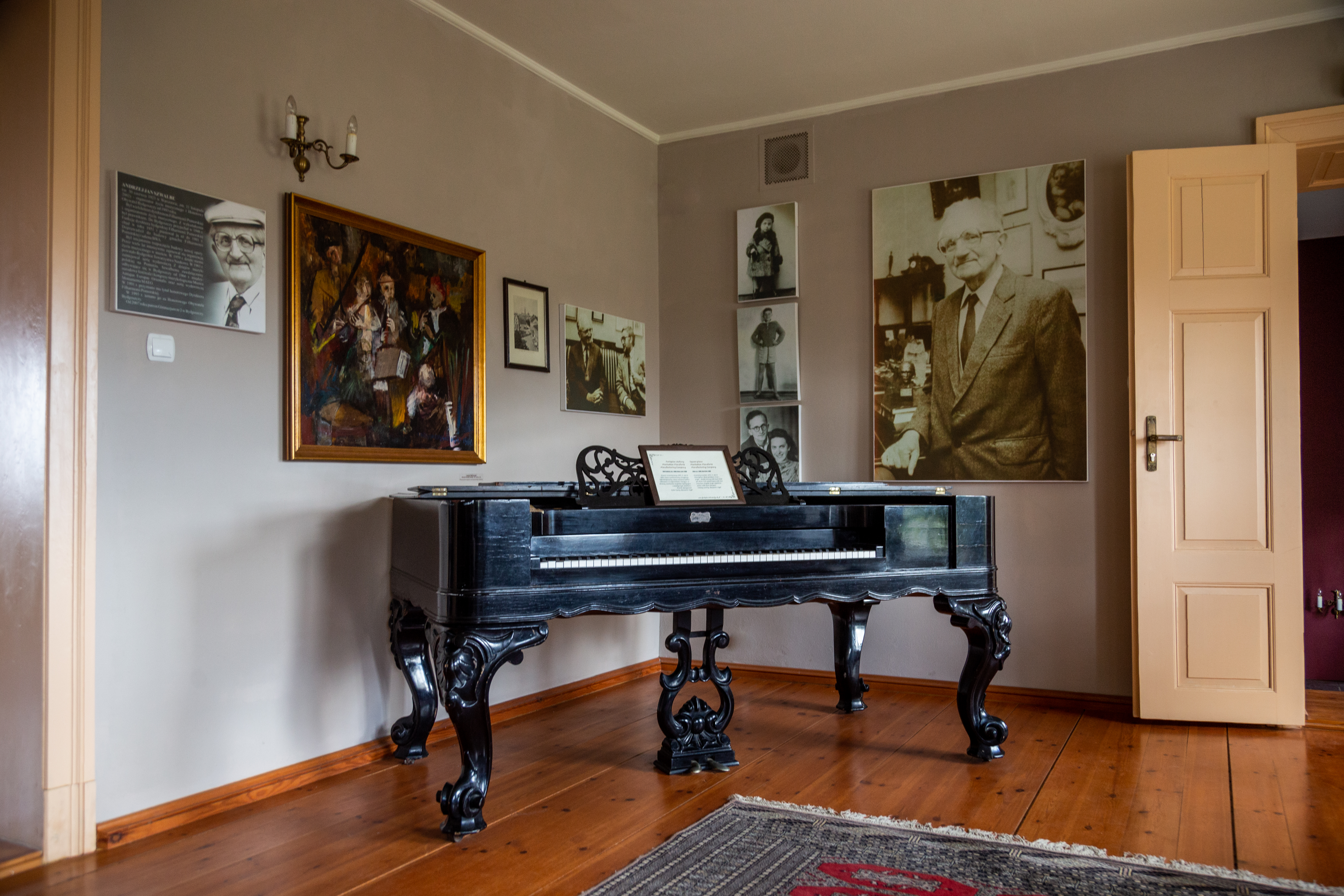
Pokój pamięci Andrzeja Szwalbego w Starym Pałacu w Ostromecku